# Barkchi
El FK Energetik-Dushanbe (en tayiko: Дастаи Футболи Барқи Тоҷик, Dastai Futboli Barqi Tojik) es un club de fútbol con sede en Dusambé, capital de Tayikistán. El equipo juega en la Liga de fútbol de Tayikistán y llegó a jugar en la Segunda Liga Soviética.